# Чарныш, Иван Иванович
Иван Иванович Чарныш (Черныш) (1767 — после 1831) — генерал-майор.

## Биография
Из малороссийских дворян Полтавской губернии. 5 мая 1776 г. записан значковым товарищем в Миргородский полк Малороссийского казачьего войска. 5 апреля 1784 г. назначен полковым есаулом и находился в походах на Днепровскую линию. После ликвидации Малороссийского войска был принят на российскую службу 19 декабря 1792 г. секунд-майором и зачислен в Полтавский легкоконный полк. В 1794 г. сражался с польскими конфедератами и был участником штурма Праги.
13 мая 1799 г. получил чин полковника (17 сентября 1799 г. назначен командиром Северского драгунского полка).
13 января 1805 г. в звании генерал-майора (произведен 19 января 1805 г), со старшинством от 16 ноября 1803 г., назначен шефом Казанского драгунского полка. В 1807 г. сражался с французами под Гейльсбергом, Прейсиш-Эйлау, за что награждён орденом Св. Георгия 4-го кл. В начале 1812 г. Казанский драгунский полк, шефом которого был Чарныш, в составе 4-й бригады 1-й кавалерийской дивизии входил в 1-й резервный кавалерийский 1-й Западной армии. Черныш был также и командиром этой бригады. В 1812 г. в должности начальника бригады 1-го кавалерийского корпуса участвовал во многих арьергардных делах, затем воевал в отряде генерала Ф. Ф. Винцингероде (позднее его заменил генерал-адъютант Голенищев-Кутузов) при Велиже, Витебске, Звенигороде, освобождении Москвы и преследовании противника до русских границ. В 1813 г. находился под Бранденбургом и при осаде Данцига. В 1814 г. переведен с полком к г. Фордону в герцогстве Варшавском. После ликвидации шефской должности в полках состоял по кавалерии.
Уволен со службы 2 марта 1831 г. с мундиром и полным пенсионом. Жил в м. Сорочинцы Миргородского повета Полтавской губернии.

## Награды
- орден Св. Георгия 4-го класса (8 апреля 1807)
- орден Св. Анны 2-й степени
- золотая шпага «За храбрость» с алмазами.